# Leva indica
Leva indica är en insektsart som först beskrevs av Bolívar, I. 1902.  Leva indica ingår i släktet Leva och familjen gräshoppor. Inga underarter finns listade i Catalogue of Life.